# Сравнительная степень
В лингвистике, сравнительной степенью является синтаксическая конструкция, которая служит для выражения сравнения между двумя (или более) лицами или группами лиц в качестве, количестве или степени признака, свойства или явления; это одна из степеней сравнения, наряду с положительной и превосходной. Сравнительная степень выражается в русском языке либо суффиксом -е (сильнее, красивее, чётче), либо словом сравнения (более, менее), а в словосочетаниях и речевых оборотах - словами как или чем. 
Синтаксис сравнительных конструкций еще недостаточно хорошо изучен в связи со сложностью выделения сравнительной степени как лингвистического явления. В частности, сравнительную степень часто путают с независимыми синтаксическими единицами, такими как сочинительная связь в сложных предложениях или формами эллипсиса. Взаимодействие различных лингвистических средств, описанных выше, усложняет лингвистический и синтаксический анализ.
Большинство языков имеют некоторые средства формирования сравнительной степени, хотя эти средства могут значительно отличаться от одного языка к другому.